# Aedes vittatus
Aedes vittatus es una especie de mosquito que se describió por primera vez en 1861 como Culex vittatus a partir de especímenes recolectados en Córcega. En el año 2000, la especie fue transferida al subgénero Fredwardsius recién erigido como la especie tipo (y única) que representa el subgénero.

## Distribución geográfica
La especie se encuentra en Argelia, Angola, Bangladés, Benín, Botsuana, Burkina Faso, Camboya, Camerún, República Centroafricana, China, Comoras, Costa de Marfil, República Democrática del Congo (Zaire), Yibuti, Etiopía, Francia, Gabón, Gambia, Ghana, Guinea, India, Irán, Italia, Kenia, Laos, Liberia, Madagascar, Malawi, Malasia, Malí, Mozambique, Namibia, Nepal, Níger, Nigeria, Pakistán, Portugal, Arabia Saudita, Senegal, Sierra Leona, Somalia, Sudáfrica, España, Sri Lanka, Sudán y Sudán del Sur, Tanzania, Tailandia, Túnez, Uganda, Vietnam, Yemen, Zambia y Zimbabue.

## Hábitat
Las etapas inmaduras se desarrollan en agujeros de troncos, huellas de cascos, botes, pozos, troncos de árboles, agujeros de árboles, tazas y macetas de bambú, utensilios ocasionales, piscinas de rocas, agujeros de rocas, en piscinas en afloramientos rocosos o lechos de ríos y corales, y ocasionalmente en el pico de la temporada de cría, en desagües abiertos de hormigón de inundación. Se han encontrado estadios inmaduros en asociación con Aedes albopictus, Aedes malayensis y Culex .  
En el norte de Nigeria no se atraparon adultos en trampas cebadas con cabras, ovejas, monos y cerdos; el puercoespín fue el anfitrión más importante de la zona.

## Importancia médica
la picadura en humanos del Aedes vittatus puede trasmitir el virus de la fiebre amarilla en monos en el laboratorio y fue sospechoso de ser un vector en la epidemia de la montaña Nuba de 1940 en Sudán, en la que se reportaron 15,000 casos humanos y 1,500 muertes. Aedes vittatus es potencialmente capaz de transmitir el virus del Zika, el agente causante de la fiebre del Zika. Las hembras adultas tienen un período corto de mordedura crepuscular, con una actividad máxima entre 1800 y 2100 horas.